# Cristian e Palletta contro tutti
Cristian e Palletta contro tutti è un film del 2016 diretto da Antonio Manzini.

## Trama
Cristian è uno scansafatiche senza arte né parte, non ha un lavoro e non lo cerca, vive nell'attesa del colpo di fortuna. Nonostante sia allergico ai legami seri è fidanzato con l'ex ragazza del suo migliore amico Palletta, la bella Teresa.
Quando però si gioca i soldi che era andato a ritirare per conto di due malviventi viene coinvolto in una missione più grande di lui: deve far passare una grossa quantità di droga pura al confine ma non sapendo come nasconderla si rivolge al "guru delle droghe" John Benzedrina per un consiglio. Ne esce convinto di dover recuperare la pipì di un giaguaro per nasconderne l’odore ai cani.
Non sapendo dove trovare un giaguaro ne parla con la fidanzata che gli racconta dello zoo safari di Fasano così, insieme a Palletta, si avventurano nelle campagne pugliesi dove incontreranno Alfredo, un circense che li aiuterà nella loro pericolosissima missione. Il giaguaro è infatti divenuto proprietà del boss mafioso Don Gaetano appena deceduto.
Cristian però non molla e decide di intrufolarsi nella villa piena di parenti che compiangono il morto per rubare la preziosa pipì.